# 下士別駅
下士別駅（しもしべつえき）は、北海道（上川総合振興局）士別市下士別町にあった北海道旅客鉄道（JR北海道）宗谷本線の駅（廃駅）である。電報略号はシツ。事務管理コードは▲121814。駅番号はW43。

## 歴史

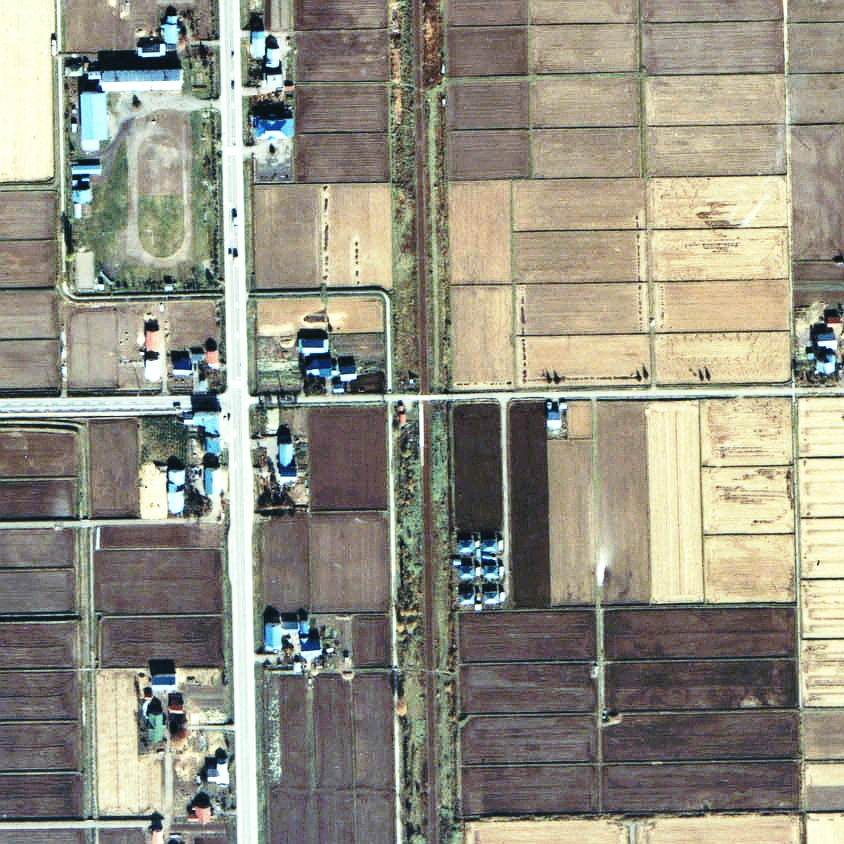
1977年の下士別駅と周囲約500m範囲。上が名寄方面。駅の名寄側に四十二線道（道道925号）の踏切。側を並行する国道40号沿いに多数の民家がある。

同区間での気動車運転開始に伴い開設された。一部の普通列車は当駅を通過し、廃止直前の2020年3月14日改正時点では、下り5本・上り4本が停車していた。

### 年表
- 1955年（昭和30年）12月2日：日本国有鉄道宗谷本線の士別駅 - 多寄駅間に下士別仮乗降場（局設定）として新設開業[5]。旅客のみ取扱い。
- 1959年（昭和34年）11月1日：駅に昇格。下士別駅となる[5]。旅客のみ取扱い。
- 1987年（昭和62年）4月1日：国鉄分割民営化により、北海道旅客鉄道（JR北海道）の駅となる。
- 2020年（令和2年）3月27日：宗谷本線活性化推進協議会からJR北海道による廃止打診駅のうち当駅含む13駅についての廃止容認がJR北海道に伝えられる[新聞 2]。
  - 先行して3月6日付『北海道新聞』にて士別市が当駅の廃止を容認した旨の報道がされていた[新聞 3]。
- 2021年（令和3年）3月13日：利用者減少とダイヤ改正に伴い、廃止[JR北 1][JR北 2][新聞 1]。

### 駅名の由来
当駅の所在する地名より。「士別」より天塩川の下流に位置するために「下」を冠した。

## 駅構造
単式ホーム1面1線を有する地上駅だった。ホームは線路の西側（稚内方面に向かって左手側）に存在した。分岐器を持たない棒線駅となっていた。
仮乗降場に出自を持つ開業時からの無人駅（士別駅管理）だった。ホーム北側の出入口から少し離れた位置に待合所を有した。古い建物で、以前の外壁は下見板張りで、1993年（平成5年）3月時点では荒廃していたがその後改修され、外壁がカラー鉄板張りとなり、出入口に住宅用の引き戸のサッシが利用されていた。ホームは木製デッキ式ではなくプレコン製であった。稚内方に90度の角度でスロープが設置され駅施設外に連絡していた。有効長は2両分であった。待合所正面から向かって右手側に別棟のトイレ棟が、左手側に片流れ屋根付きの自転車置場棟が設置されていた。

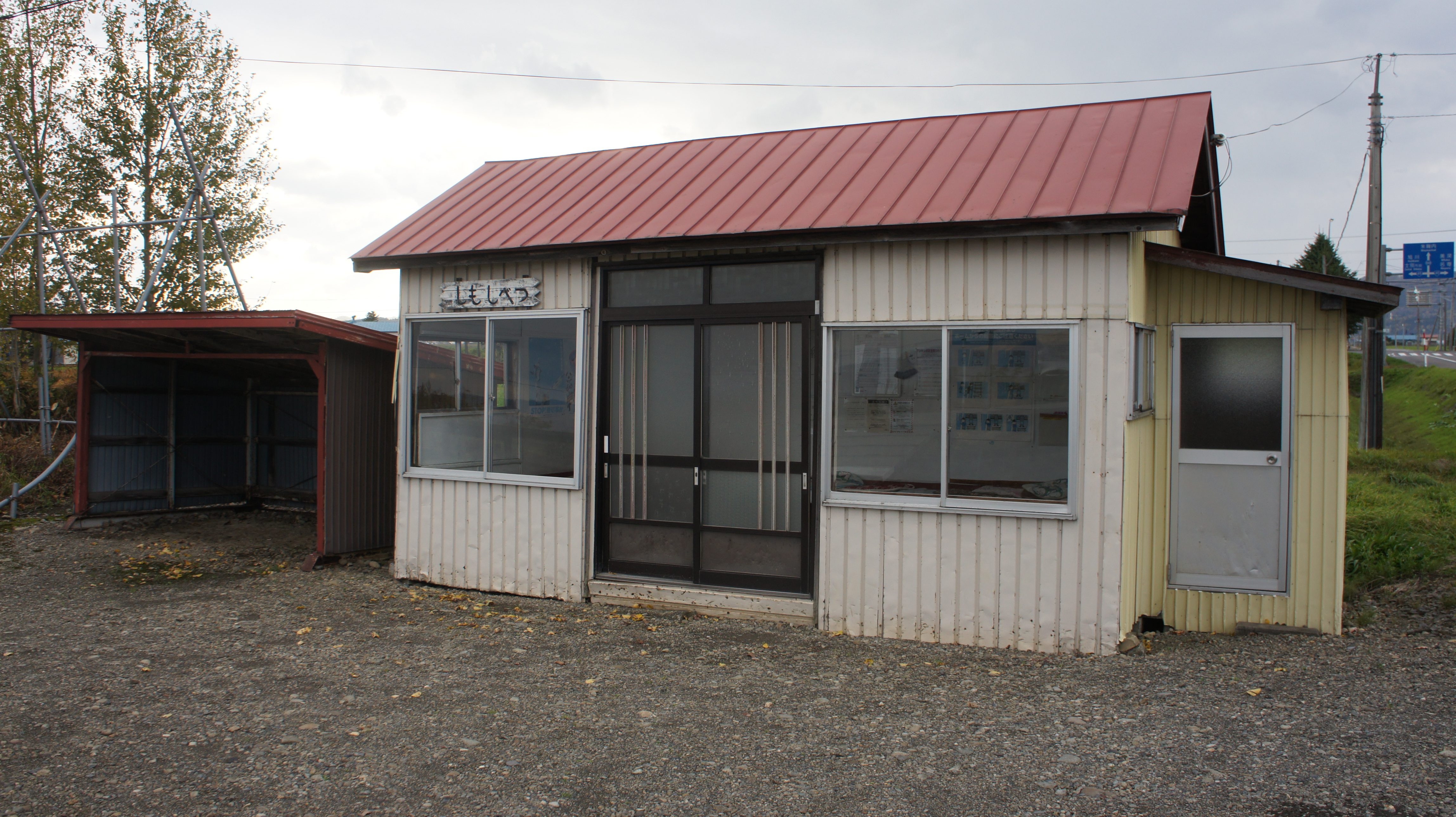
待合所（2017年10月）
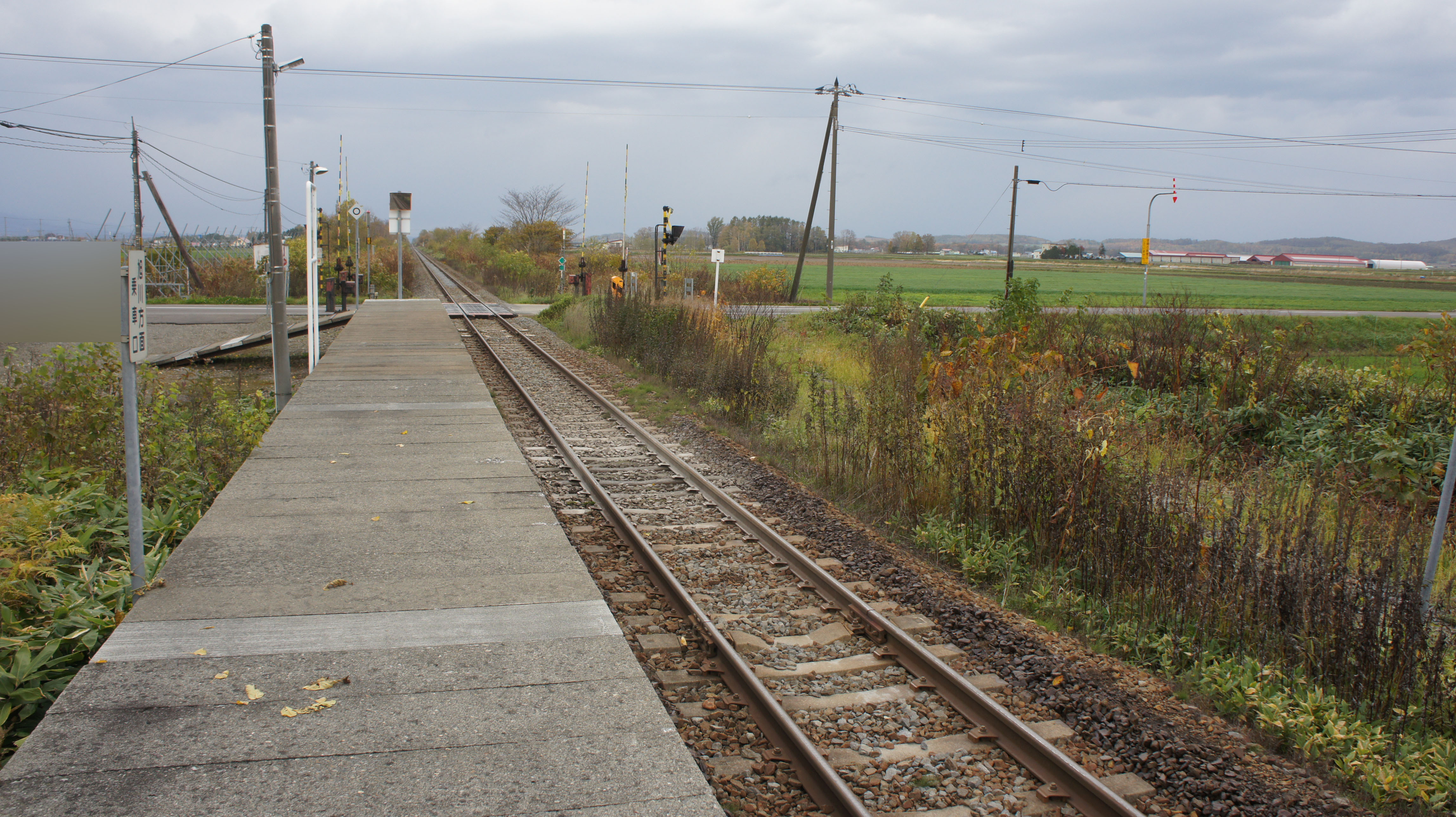
ホーム（2017年10月）
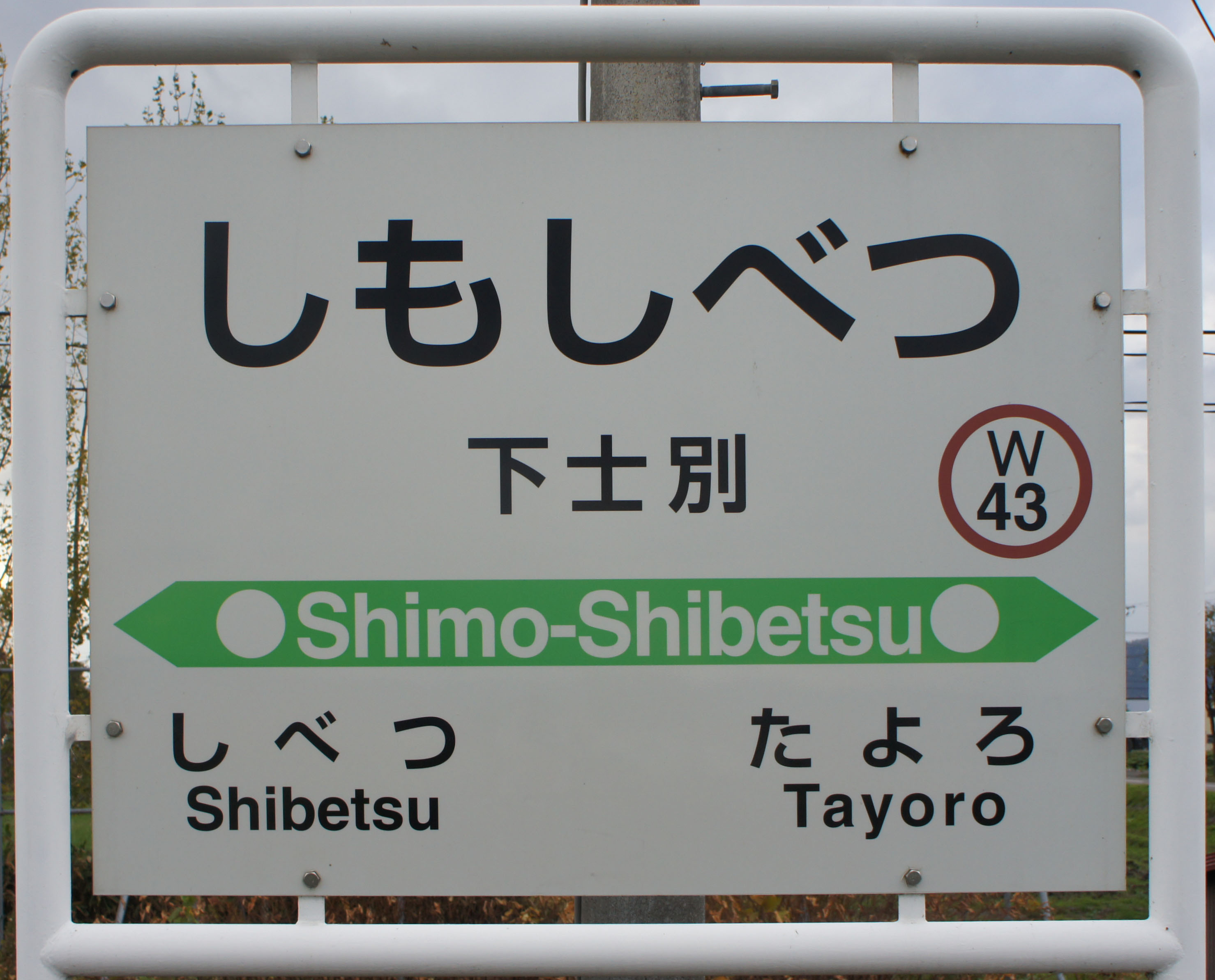
駅名標（2017年10月）

## 利用状況
乗車人員の推移は以下のとおり。年間の値のみ判明している年については、当該年度の日数で除した値を括弧書きで1日平均欄に示す。また、「JR調査」については、当該の年度を最終年とする過去5年間の各調査日における平均である。
| 年度               | 乗車人員 | 乗車人員 | 乗車人員     | 出典       | 備考                            |
| 年度               | 年間     | 1日平均  | JR調査       | 出典       | 備考                            |
| ------------------ | -------- | -------- | ------------ | ---------- | ------------------------------- |
| 1978年（昭和53年） |          | 15.0     |              | [ 11 ]     |                                 |
| 1992年（平成04年） |          | (3.0)    |              | [ 12 ]     | 1日乗降客数6名                  |
| 2015年（平成27年） |          |          | 「10名以下」 | [ JR北 3 ] |                                 |
| 2017年（平成29年） |          |          | 2.2          | [ JR北 4 ] |                                 |
| 2018年（平成30年） |          |          | 1.6          | [ 新聞 3 ] | JR北海道公式発表は「3名以下」。 |
| 2019年（令和元年） |          |          | 2.6          | [ JR北 6 ] |                                 |

## 駅周辺
名寄盆地の中の、広い平地に位置する。当地附近の天塩川支流には池が多い。稲作地帯である。小さい市街地がある。
- 北海道道925号武徳下士別線
- 北海道道850号瑞生下士別線
- 国道40号
- 下士別簡易郵便局
- 道北バス、士別軌道「42線」停留所
- 旧士別市立下士別中学校（1967年3月末廃校）
- 旧士別市立下士別小学校（2013年3月末廃校）

## 隣の駅
北海道旅客鉄道（JR北海道）
■宗谷本線（廃止時点）
士別駅 (W42) - 下士別駅 (W43) - 多寄駅 (W44)

### JR北海道
1. 1 2  『来春のダイヤ見直しについて』（PDF）（プレスリリース）北海道旅客鉄道、2020年12月9日。オリジナルの2020年12月9日時点におけるアーカイブ。2020年12月9日閲覧。
2. 1 2  『2021年3月ダイヤ改正について』（PDF）（プレスリリース）北海道旅客鉄道、2020年12月18日。オリジナルの2020年12月18日時点におけるアーカイブ。2020年12月18日閲覧。
3. ↑  “極端にご利用の少ない駅（3月26日現在）” (PDF). 平成28年度事業運営の最重点事項.   北海道旅客鉄道. p. 6 (2016年3月28日). 2017年9月25日閲覧。
4. ↑  “駅別乗車人員（【別添資料】（2）宗谷本線（旭川・稚内間）の状況）” (PDF). 宗谷線（旭川～稚内間）事業計画（アクションプラン）.   北海道旅客鉄道. pp. 11-12 (2019年4月). 2019年4月18日時点のオリジナルよりアーカイブ。2019年4月18日閲覧。
5. ↑  “駅別乗車人員” (PDF). 全線区のご利用状況（地域交通を持続的に維持するために）.   北海道旅客鉄道. 2020年1月20日時点のオリジナルよりアーカイブ。2020年1月20日閲覧。
6. ↑  “駅別乗車人員（【別添資料】（2）宗谷本線（旭川・稚内間）の状況）” (PDF). 宗谷線（旭川～稚内間）第2期事業計画（アクションプラン）. p. 10 (2021年4月16日). 2021年4月19日時点のオリジナルよりアーカイブ。2021年4月29日閲覧。

### 新聞記事
1. 1 2  “18無人駅に「ありがとう」 JRダイヤ改正で廃止 住民やファン 各地で別れ”. 北海道新聞. (2021年3月13日).  オリジナルの2021年3月13日時点におけるアーカイブ。 2021年3月13日閲覧。
2. ↑  “宗谷線13無人駅 来年3月廃止へ”. 北海道新聞. (2020年3月28日).  オリジナルの2020年3月28日時点におけるアーカイブ。 2020年3月28日閲覧。
3. 1 2  “宗谷線と石北線 4駅の廃止容認”. 北海道新聞. (2020年3月6日).  オリジナルの2020年3月6日時点におけるアーカイブ。 2020年3月6日閲覧。